# Bryan Lerg
Bryan Lerg, född 20 januari 1986, är en amerikansk professionell ishockeyspelare som  tillhörde NHL-organisationen San Jose Sharks fram till den 4 maj 2016, då det offentliggjordes att han lämnar Sharks för spel i Rögle BK i Ängelholm. Kontraktet löper över två säsonger.
Han har tidigare spelat på lägre nivåer för Springfield Falcons, Wilkes-Barre/Scranton Penguins och Lake Erie Monsters i AHL, Genève-Servette HC i Nationalliga A (NLA), Stockton Thunder i ECHL, Michigan State Spartans (Michigan State University) i National Collegiate Athletic Association (NCAA) och U.S. National U18 Team i North American Hockey League (NAHL).
Lerg blev aldrig draftad av någon NHL-organisation.

## Statistik
| 2002–2003   | U.S. National U18 Team         | NAHL        | 46  | 10 | 12  | 22  | 32  | —  | — | — | — | — |
| 2003–2004   | U.S. National U18 Team         | NAHL        | 11  | 5  | 7   | 12  | 10  | —  | — | — | — | — |
| 2004–2005   | Michigan State Spartans        | NCAA        | 41  | 10 | 5   | 15  | 14  | —  | — | — | — | — |
| 2005–2006   | Michigan State Spartans        | NCAA        | 45  | 15 | 23  | 38  | 26  | —  | — | — | — | — |
| 2006–2007   | Michigan State Spartans        | NCAA        | 41  | 23 | 13  | 36  | 21  | —  | — | — | — | — |
| 2007–2008   | Michigan State Spartans        | NCAA        | 42  | 20 | 19  | 39  | 18  | —  | — | — | — | — |
|             | Springfield Falcons            | AHL         | 4   | 0  | 2   | 2   | 2   | —  | — | — | — | — |
| 2008–2009   | Springfield Falcons            | AHL         | 42  | 9  | 8   | 17  | 24  | —  | — | — | — | — |
|             | Stockton Thunder               | ECHL        | 7   | 2  | 8   | 10  | 4   | —  | — | — | — | — |
| 2009–2010   | Springfield Falcons            | AHL         | 36  | 4  | 3   | 7   | 11  | —  | — | — | — | — |
| 2010–2011   | Genève-Servette HC             | NLA         | 1   | 0  | 0   | 0   | 0   | —  | — | — | — | — |
|             | Wilkes-Barre/Scranton Penguins | AHL         | 65  | 15 | 17  | 32  | 21  | 9  | 1 | 2 | 3 | 4 |
| 2011–2012   | Wilkes-Barre/Scranton Penguins | AHL         | 70  | 27 | 26  | 53  | 32  | 12 | 0 | 2 | 2 | 4 |
| 2012–2013   | Lake Erie Monsters             | AHL         | 28  | 9  | 7   | 16  | 6   | —  | — | — | — | — |
| 2013–2014   | Lake Erie Monsters             | AHL         | 35  | 12 | 15  | 27  | 4   | —  | — | — | — | — |
| 2014–2015   | San Jose Sharks                | NHL         | 1   | 1  | 0   | 1   | 0   | —  | — | — | — | — |
|             | Worcester Sharks               | AHL         | 65  | 13 | 26  | 39  | 10  | —  | — | — | — | — |
| NHL totalt  | NHL totalt                     | NHL totalt  | 1   | 1  | 0   | 1   | 0   | —  | — | — | — | — |
| AHL totalt  | AHL totalt                     | AHL totalt  | 345 | 89 | 104 | 193 | 110 | 21 | 1 | 4 | 5 | 8 |
| NLA totalt  | NLA totalt                     | NLA totalt  | 1   | 0  | 0   | 0   | 0   | —  | — | — | — | — |
| ECHL totalt | ECHL totalt                    | ECHL totalt | 7   | 2  | 8   | 10  | 4   | —  | — | — | — | — |
| NCAA totalt | NCAA totalt                    | NCAA totalt | 169 | 68 | 60  | 128 | 79  | —  | — | — | — | — |
| NAHL totalt | NAHL totalt                    | NAHL totalt | 57  | 15 | 19  | 34  | 42  | —  | — | — | — | — |